# فرد لاثام
فرد لاثام (بالإنجليزية: Fred Latham)‏ (1876 في المملكة المتحدة - ) هو لاعب كرة قدم بريطاني (وحمل سابقاً جنسية المملكة المتحدة لبريطانيا العظمى وأيرلندا) في مركز حراسة المرمى. لعب مع ستوك سيتي ونادي كرو ألكساندرا.